# Советские партизаны в Великой Отечественной войне
Сове́тские партиза́ны — представители народов СССР, боровшиеся против немецкой оккупационной администрации на временно оккупированной территории СССР в период Великой Отечественной войны.
В общей сложности, в 1941—1944 годах на оккупированной территории СССР действовали 6200 партизанских отрядов и соединений, численность партизан и подпольщиков оценивается в 1 — 1.1 миллион человек.
Основной целью партизанской войны было разрушение системы обеспечения фронта — нарушение связи и коммуникаций, работы его автомобильного и железнодорожного сообщения. По некоторым данным считается, что в ходе войны партизаны уничтожили, ранили и захватили в плен около 1 млн оккупантов, вывели из строя свыше 4 тыс. танков и бронемашин, подорвали 58 бронепоездов и 12 тыс. мостов, уничтожили 65 тыс. автомашин, осуществили 20 тыс. крушений вражеских железнодорожных эшелонов и вывели из строя более 10 тыс. паровозов, а также 110 тыс. вагонов и платформ.
Свыше 184 тысяч партизан и подпольщиков были награждены орденами и медалями СССР (249 из них стали Героями Советского Союза).
В антифашистском движении Сопротивления на территории зарубежных стран принимали участие свыше 40 тысяч граждан СССР.

## Образование советских партизанских отрядов
Перед Второй мировой войной разрабатывались планы ведения военных действий в случае вторжения противника в СССР. Предусматривали, что в случае, если войскам противника удастся углубиться на расстояние до 100 км от границы, они должны увязнуть в боях в укрепрайонах. В это время на захваченной территории партизаны начинают нарушать подвоз боеприпасов, горючего, продовольствия и др. так, что израсходовав начальные запасы, противник не сможет продолжать наступление. С этой целью в приграничной полосе создавались склады боеприпасов, оружия; организовывались (потенциальные) отряды диверсантов, проводилось их обучение. В предвоенный период издавалась специальная литература; готовили специалистов; только на территории Беларуси было скрыто 50 000 винтовок, 150 пулемётов, десятки тонн мин и боеприпасов (и столько же в Ленинградском военном округе). Для сравнения — за всю войну партизанам было заброшено менее 100 тыс. единиц стрелкового оружия. Уже в 1932—1933 гг. были проведены специальные учения, показавшие возможность эффективно мешать железнодорожным перевозкам с помощью мин.
Но в 1937—1938 гг. высшее руководство страны перестало допускать возможность ведения военных действий на территории СССР, и кадровые советские диверсанты были поголовно уничтожены; книги изъяты; склады оружия и мин ликвидированы.
Основные задачи партизанского движения были изложены в Директиве Совнаркома СССР и ЦК ВКП(б) «Партийным и советским организациям прифронтовых областей» от 29 июня 1941 года № 624 и Постановлении ЦК ВКП(б) от 18 июля 1941 года «Об организации борьбы в тылу германских войск».
Важнейшие направления борьбы в тылу врага были сформулированы в приказе НКО СССР И. В. Сталина от 5 сентября 1942 года № 00189 «О задачах партизанского движения». При этом были допущены серьёзные ошибки, снизившие эффективность партизанских действий: основной задачей была не диверсионная деятельность на коммуникациях, а прямые столкновения с противником (более хорошо вооружённым, включая танки и авиацию); и не было налажено полноценное снабжение оружием и минами; работе мешала плохая связь из-за острой нехватки радистов и радиостанций. Анализ директивы Ставки ВГК (15 июля 1941) по организации военных действий в тылу противника в начальный период войны показал, что для решения ставившейся основной задачи — дезорганизации тыла врага — предполагалось использовать кавалерию. Это не соответствовало реальной обстановке, и попытки организовать кавалерийские рейды в тыл в основном заканчивались неудачей.
Отрицательную роль в развитии партизанского движения сыграли Л. П. Берия и его окружение, допустившие в своей деятельности ряд грубых просчётов и ошибок. К примеру, в записке, поданной Л. П. Берией И. В. Сталину, доказывалась нецелесообразность создания Центрального штаба партизанского движения. Когда в ноябре 1941 года Центральный штаб партизанского движения всё же был создан, Л. П. Берия под разными предлогами арестовал ряд его сотрудников. Вновь к созданию ЦШПД вернулись лишь в мае 1942 года. Отмечается также слабость подготовки чекистского состава, оставленного в тылу врага в начале войны. Много трудностей и недостатков в области взаимодействия разведывательных сил за линией фронта возникало из-за неподготовленности органов госбезопасности к использованию партизанских форм борьбы. Партизанские силы часто использовались не по назначению, а «для борьбы с регулярными частями немецких войск».
В развёртывании партизанского движения заметную роль сыграло созданное в 1941 г. 4-е управление НКВД СССР под руководством П. Судоплатова. Ему подчинялась Отдельная мотострелковая бригада особого назначения НКВД СССР, из состава которой формировались разведывательно-диверсионные отряды, забрасываемые в тыл врага, которые пытались организовывать либо пополняли партизанские отряды. Главным стимулом к возникновению партизанского движения, по мнению историка Олега Будницкого, был личный опыт знакомства населения с «немецкими порядками», в число которых входил угон граждан СССР на работу в Германию, историк Борис Ковалёв в своих интервью, лекциях и книгах, например, «Повседневная жизнь населения России в период нацистской оккупации», также отмечал затянувшееся образование советских партизанских отрядов, часто из-за выжидательных настроений большей части населения оккупированных территорий.
30 мая 1942 г. был создан Центральный штаб партизанского движения (в 1942—44 начальник штаба — П. К. Пономаренко). Центральному штабу были подчинены в оперативном отношении республиканские и областные штабы партизанского движения, которые возглавляли секретари или члены ЦК компартий республик, крайкомов и обкомов. Создание штабов партизанского движения с чёткими функциями и улучшение связи с «Большой землёй» придавали партизанскому движению всё более организованный характер, обеспечивали большую согласованность действий партизанских сил и способствовали улучшению их взаимодействия с войсками.
Состав и организация партизанских формирований, несмотря на их разнообразие, имели много сходного. Основной тактической единицей являлся отряд, насчитывавший обычно несколько десятков человек, а позже — до 200 и более бойцов. В ходе войны многие отряды объединялись в соединения (бригады) численностью от нескольких сот до нескольких тысяч человек. В вооружении преобладало лёгкое оружие (автоматы, ручные пулемёты, винтовки, карабины, гранаты), но многие отряды и соединения располагали миномётами и станковыми пулемётами, а некоторые — артиллерией. Все лица, вступавшие в партизанские формирования, принимали партизанскую присягу; в отрядах устанавливалась строгая воинская дисциплина.
В 1941—1942 смертность среди заброшенных НКВД в тыл противника групп составляла 93 %. Например, на Украине с начала войны и до лета 1942 г. НКВД было подготовлено и оставлено для действий в тылу 2 партизанских полка, 1565 партизанских отрядов и групп общей численностью 34 979 человек, а к 10 июня 1942 на связи осталось всего 100 групп, что показало неэффективность работы больших подразделений, особенно в степной зоне. К концу войны смертность в партизанских отрядах составляла около 10 %.
На формы организации партизанских сил и способы их действий влияли физико-географические условия. Обширные леса, болота, горы являлись основными районами базирования партизанских сил. Здесь возникли партизанские края и зоны, где могли широко применяться различные способы борьбы, в том числе открытые бои с противником. В степных же районах крупные соединения успешно действовали лишь в ходе рейдов. Находившиеся здесь постоянно небольшие отряды и группы обычно избегали открытых столкновений со врагом и наносили ему ущерб главным образом диверсиями.
6 сентября 1942 года была учреждена должность Главнокомандующего партизанским движением, на которую был назначен член Политбюро ЦК ВКП(б) Маршал Советского Союза К. Е. Ворошилов. В должности главкома К. Е. Ворошилов усовершенствовал управление партизанскими силами. Внедрённая Ворошиловым в практику схема управления партизанскими силами оказалась очень эффективной и с небольшими изменениями просуществовала до конца войны. Также стараниями Ворошилова Центральный штаб был превращён в мощный орган управления партизанскими силами с разветвлёнными структурными подразделениями. Маршал привлёк к работе в ЦШПД опытных специалистов и смог решить многие важные вопросы партизанского движения, особенно в части, касающейся подготовки кадров, управления партизанскими силами, организационной структуры партизанских формирований, материально-технического снабжения и авиационных перевозок. Им было внесено предложение о создании в тылу немецких войск регулярной партизанской армии. Организация, подготовка и ведение партизанских действий по замыслу маршала должны были стать составной частью военных действий РККА в оперативном и стратегическом масштабе. Однако уже 19 ноября пост Главнокомандующего был упразднён, а центральный штаб партизанского движения в качестве военно-оперативного органа партии подчинён непосредственно Ставке Верховного Главнокомандования.
По мнению известного специалиста по диверсиям И. Г. Старинова, упразднение поста Главнокомандующего партизанским движением негативно сказалось на партизанском движении.

## Элементы партизанской войны
В тактике партизанских действий времён Великой Отечественной можно выделить следующие элементы:
- Диверсионная деятельность, разрушение инфраструктуры противника в любой форме (рельсовая война, уничтожение линий связи, высоковольтных линий, отравление и уничтожение водопроводов, колодцев и т. п.).

Диверсии занимали значительное место в деятельности партизанских формирований. Они представляли собой весьма эффективный способ дезорганизации вражеского тыла, нанесения потерь и материального ущерба противнику, не вступая с ним в боевое столкновение.
Используя специальную диверсионную технику, существенный урон противнику могли наносить небольшие группы партизан и даже одиночки.
Всего за годы войны советские партизаны пустили под откос около 18 000 составов, из них 15 000 в 1943—1944.
- Разведывательная деятельность, в том числе агентурная[14].
- Политическая деятельность и антифашистская пропаганда.

Партизанские формирования проводили широкую политическую работу среди населения оккупированных территорий.
- Боевое содействие.

Партизанские формирования оказывали боевое содействие войскам Рабоче-крестьянской Красной армии.
С начала наступления РККА они срывали вражеские переброски войск, нарушали их организованный отход и управление. С приближением войск РККА они наносили удары с тыла и содействовали прорыву обороны противника, отражению его контрударов, окружению вражеских группировок, овладению населёнными пунктами, обеспечивали открытые фланги наступающих войск.
- Уничтожение живой силы противника.
- Ликвидация лжепартизан, коллаборационистов и глав нацистской администрации.
- Восстановление и сохранение элементов советской власти на оккупированных территориях.
- Мобилизация боеспособного населения, оставшегося на оккупированной территории, и объединение остатков окружённых воинских частей.

## Расположение советских партизанских отрядов

### Территория Белорусской ССР
С самого начала советское руководство придавало Белоруссии исключительно важное значение для осуществления и развития партизанской войны. Основными причинами этого были ландшафт республики — лесные дебри и болота — и стратегические расположение с запада от Москвы. К началу летнего наступления Красной армии в 1944 году в партизанских отрядах Белоруссии действовало более 143 тысяч партизан. Кроме того 80 тысяч несли охрану лесных лагерей мирного населения
Руководители белорусского партизанского отряда «Красный Октябрь» — командир Фёдор Павловский и комиссар Тихон Бумажков — 6 августа 1941 года первыми из партизан были удостоены звания Героя Советского Союза.
Когда линия фронта сместилась к востоку, материально-технические условия белорусских партизанских отрядов постоянно ухудшались, ресурсов не хватало, не было никакой широкомасштабной поддержки вплоть до марта 1942 года. Одной из нерешённых проблем оставалось отсутствие радиосвязи, которая так и не была налажена до апреля 1942 года.
Особенно трудно было партизанам зимой 1941—1942 годов из-за острой нехватки боеприпасов, медикаментов и принадлежностей. Действия партизан были преимущественно несогласованны. Поддержка местного населения была недостаточной. Так, в течение нескольких месяцев партизанские отряды в Белоруссии были практически предоставлены сами себе.
Операции немецких войск летом и осенью 1941 года значительно снизили партизанскую активность в Белоруссии. Многие отряды ушли в подполье и, как правило, к концу осени 1941 — началу 1942 года партизанские отряды не предпринимали значительных военных операций в связи с организационными проблемами, отсутствием материально-технической поддержки и плохого взаимодействия с местным населением.
Битва за Москву внесла свою лепту в прилив морального духа партизан и местного населения в целом. Однако переломным моментом в развитии партизанского движения в Белоруссии и в целом на оккупированных немецкими войсками территориях явилось советское наступление зимой 1942 года.
Многие партизаны Белоруссии были награждены государственными наградами СССР и увековечены в топонимах или других названиях. Например, теплоход «Лидия Демеш» был назван в честь тринадцатилетней партизанки, расстрелянной оккупантами в 1943 году.
16 июля 1944 года в Минске по случаю освобождения города от немецкой оккупации состоялся партизанский парад.

### Территория Украинской ССР
Следом за Белоруссией, Украина является первой и наиболее поражённой республикой после вторжения в СССР летом — осенью 1941 года. Последствия для Украины и для населения, которые оставались под оккупацией длительное время, были разрушительными. Нацистский режим предпринимает попытки эксплуатировать антисоветские настроения среди украинцев. Несмотря на то, что первоначально некоторая часть украинцев приветствовала немцев, нацистское руководство принимало жёсткие меры к населению: осуществлялась систематическая депортация местного населения в Германию в качестве подневольной рабочей силы и проводилась политика геноцида против евреев. В этих условиях подавляющая часть населения, изменив взгляды, была настроена против нацистов, в связи с чем получило развитие партизанское движение на оккупированных территориях, которое во многих местах, однако, не было просоветским.
20 июня 1942 года был создан Украинский штаб партизанского движения, который возглавил Тимофей Строкач. В августе — начале сентября ЦК ВКП(б) провёл несколько совещаний командиров и комиссаров партизанских соединений Украины, Белоруссии, Смоленской и Орловской областей. Наиболее представительное состоялось в Кремле. На этих совещаниях обсуждались вопросы организации взаимодействия партизанских отрядов, соединений, групп подпольщиков, вопросы снабжения, ставились задачи связанные с замыслами Верховного Главнокомандования. Результатом этой работы стал приказ наркома обороны от 5.09.42 «О задачах партизанского движения». В октябре 1942 года был создан нелегальный ЦК КП(б)У.
В результате работы, проводимой партийными органами республики, расширилось и активизировалось подполье в Запорожской , Днепропетровской, Киевской, Кировоградской, Полтавской областях и в Донбассе. В августе начинает действовать «Молодая Гвардия» в Краснодоне, «Спартак» в Кировоградской области, «Партизанская искра»- г Крымка и другие. Увеличилось число изданий, выпускавшихся в тылу врага. Так Киевская подпольная организация «Арсеналец» выпускала газету «Советский голос», ЦК КП(б)У «За Радянську Україну», «Комуніст», создаётся радиостанция «Радянська Україна» им. Шевченко.
Общая численность советских партизан и подпольщиков на территории Украинской ССР в 1941—1944 годы оценивалась на уровне 220 тыс. чел. в составе 53 партизанских соединений, 2145 партизанских отрядов и 1807 партизанских групп. В количественном отношении, среди украинских советских партизан преобладали украинцы, вместе с ними в партизанских отрядах сражались русские, белорусы и представители 38 других национальностей СССР, а также интернационалисты — граждане европейских государств: 2 тыс. поляков, 400 чехов и словаков, 71 югослав, 47 венгров, 28 немцев и 18 французов.
За участие в антифашистской борьбе в подполье и партизанских отрядах на территории УССР советскими правительственными наградами были награждены 183 тыс. человек, звание Героя Советского Союза получили 95 человек (двое из них, Алексей Фёдоров и Сидор Ковпак стали дважды Героями Советского Союза).
Украинские советские партизаны за весь период своей борьбы уничтожили несколько сот тысяч немецких солдат и офицеров, пустили под откос более 5 тысяч железнодорожных эшелонов, взорвали 2300 мостов, уничтожили 1500 бронемашин и танков, 211 самолётов, 13 тысяч автомобилей, около 1000 военных складов.

### Территория РСФСР
В Брянской области советские партизаны контролировали обширные территории в немецком тылу. Летом 1942 года они фактически осуществляли контроль территории свыше 14 000 квадратных километров. Была образована Брянская партизанская республика. Основную борьбу в этом районе партизаны вели не с немецкими оккупантами, а с вооружёнными силами Локотской республики — Русской освободительной народной армией (РОНА). В середине 1943 года общая численность РОНА не превышала 12 тыс., и она была не в состоянии самостоятельно справиться с превосходившими её по общей численности партизанскими отрядами, что вызывало необходимость прибегать к помощи венгерских и немецких оккупационных войск.
Отряды советских партизан общей численностью более 60 000 человек в области возглавляли Алексей Фёдоров, А. Н. Сабуров и другие. В Белгородской, Орловской, Курской, Новгородской, Ленинградской, Псковской, Смоленской областях и в Крыму также велась активная партизанская деятельность в период оккупации.
В Орловской и Смоленской областях партизанскими отрядами руководил Д. Н. Медведев. В 1943 году, после того как РККА начала освобождение западной части России и северо-востока Украины, многим партизанским отрядам, включая подразделениям, возглавляемым Фёдоровым, Медведевым и Сабуровым, было приказано продолжить свои операции на территории Центральной и Западной Украины, которые по-прежнему оставались оккупированы нацистами.
Партизанское движение на Псковщине началось с первых дней оккупации. Партизанские отряды повсеместно образовывались из истребительных батальонов, которые создавались из местного населения для борьбы со вражескими лазутчиками, диверсантами, парашютистами. Отбирали самых крепких, надёжных. Иногда такие отряды формировались в ещё не занятых районах при приближении врага. Зачастую они вели бои вместе с частями Советской Армии, прикрывая её отход. Отряды пополнялись воинами, оказавшимися в тылу вражеских войск. В подполье уходил местный партийный и советский актив. Он составлял ядро первых партизанских отрядов, был их организатором. Некоторыми отрядами командовали пограничники, обладавшие военным опытом (отряд лейтенанта Долгорукова в Великолукском районе и другие). Такие отряды сразу проявляли боевую активность. Другие начинали с разведки, со сбора оружия; постепенно набирая силы и опыт, они разворачивали диверсионную деятельность в тылу врага. Сначала отряды были небольшими: пятнадцать — двадцать человек, редко больше тридцати, а иногда и меньше десяти. Их кормило и одевало местное население.
Создание партизанских отрядов не было просто стихийным. В директиве Совнаркома Союза ССР и ЦК ВКП(б) от 29 июня 1941 года говорится: «В занятых врагом районах создавать партизанские отряды и диверсионные группы для борьбы с частями вражеской армии, для разжигания партизанской войны всюду и везде, для взрыва мостов, дорог, порчи телефонной и телеграфной связи, поджога складов и т. д. В захваченных районах создавать невыносимые условия для врага и всех его пособников, преследовать и уничтожать их на каждом шагу, срывать все их мероприятия…»
Вот строки письма немецкого солдата, убитого партизанами: «Мы ведём самую ужасную войну из всех войн: лучше быть на самом фронте, чем здесь. Там я знаю, что на таком-то расстоянии находится враг. Здесь он — всюду, вокруг нас. Из-за каждого укрытия нас выслеживают партизаны. Едем и… вдруг раздаётся несколько выстрелов. Обыкновенно эти выстрелы попадают…» Немцы называли партизан «вторым фронтом» в тылу своей главной линии обороны.
Коллаборационистская пресса призывала население оккупированной территории не оказывать помощь и поддержку советским партизанам. Так, смоленская газета «Колокол» якобы от имени местной жительницы в ноябре 1942 г. писала:

Скажу открыто:
Берегитесь злого зверя — сталинского бандита.
Не поддавайтесь на басни каждого проходимца —
Не давайте ему ни ночлега, ни гостинца. — РГАСПИ. Ф. 17, Оп. 125, Д. 175, Л. 111 об.
Некоторые партизанские отряды формировались и на советской территории — на Большой земле — и перебрасывались через линию фронта. Их возглавляли командиры Советской Армии. Партизанским соединением такого типа являлся отряд Александра Германа. Через несколько месяцев после начала войны мелкие партизанские отряды стали сливаться в бригады. Это усилило их боеспособность. (Мелким партизанским отрядам с наступлением зимы стало труднее уходить от карателей — выдавали следы, как их ни старались запутать.) В начале 1942 года в партизанских бригадах стали создаваться полки — это говорит об их возросшей численности.
Сначала партизаны были вооружены только винтовками и тем оружием, которое они подбирали на поле боя, которое собирало и передавало им население, и тем, которое было сохранено на тайных складах. Постепенно они начали получать и самое современное оружие. Его доставляли самолёты. У партизан были даже пушки.
В нынешней Псковской области действовали ленинградские и калининские партизанские бригады, что соответствовало старому административному делению. К 1944 году ленинградских бригад было тридцать. В них воевало тридцать пять тысяч человек. В шестнадцати калининских бригадах на Псковщине сражалось двадцать две тысячи партизан.
Дедовичский район стал центром Партизанского края. Партизанский край занимал территорию 9600 квадратных километров в глубоком немецком тылу. Территория Края простиралась с севера на юг на 120 километров, с запада на восток — на 80 километров. Она охватывала неправильный прямоугольник между Дно, Бежаницами, Холмом и Старой Руссой, включая часть новгородских земель (почти весь Белабелковский район и часть Поддорского). Сначала чётких охраняемых границ у края не было; защитой служили леса и болота. Но потом, когда партизанам пришлось вести оборонительные бои, в качестве рубежей появились окопы и траншеи.
В городах действовали подпольщики и диверсанты:
- так, в Порхове техник-электрик городской электростанции Константин Александрович Чехович, назначенный немцами администратором клуба-кинотеатра. 13 ноября 1943 года во время киносеанса произвёл взрыв. В результате взрыва здание обрушилось, было убито от 360 до 764 немецких военнослужащих, в том числе офицеры и два генерала[25][26][27]. К. А. Чехович был советским разведчиком и произвёл взрыв по заданию командования 7-й партизанской бригады[28].

### Территория Карело-Финской ССР
Работа по организации партизанского подполья и партизанского движения на территории Карело-Финской ССР началась в конце июня 1941 года. К августу 1941 года было создано партийное подполье (124 коммуниста в составе 9 подпольных райкомов) и 15 партизанских отрядов общей численностью 1800 человек.
Основой для создания первых партизанских отрядов стали истребительные батальоны.
В начальный период войны (с июля по декабрь 1941 года) партизанские отряды действовали в прифронтовой полосе и нередко вели оборонительные бои совместно с частями Красной Армии.
После стабилизации линии фронта в декабре 1941 года, основной формой деятельности партизан становится совершение рейдов на оккупированную противником территорию Карелии, рейды продолжались до лета 1944 года.
В начале июня 1944 года был разработан специальный план боевых действий партизанских отрядов на период летних наступательных операций Карельского фронта.
В июне — сентябре 1944 года карельские партизаны активизировали деятельность в интересах наступающих советских войск.

### Территория Эстонской ССР
В Эстонии при отступлении советских войск летом 1941 года для организации партизанского движения было оставлено 800 человек. Общее руководство партизанским движением осуществляли Н. Г. Каротамм, Х. Арбон, Э. Кадакас, Н. Руус, М. Китсинг. В целом на территории Эстонии действовали 3 бригады, 6 отрядов и 54 боевых групп общей численностью 1500 партизан. В результате действий советских партизан и подпольщиков в 1941—1944 годы было уничтожено 3300 оккупантов и их пособников.

### Территория Латвийской ССР
В Латвии при отступлении советских войск летом 1941 года было оставлено несколько небольших партизанских отрядов (отряд Мициса, отряд Карлсона, отряд Лациса) и создано несколько подпольных групп: в Риге (под руководством Иманта Судмалиса); в Лиепае (под руководством Бориса Пелнена и Альфреда Старка); в Даугавпилсе (под руководством Павла Лейбча) и Вентспилсе. Кроме того, в конце июня 1941 года ЦК КП Латвии направил через линию фронта две организаторские группы общей численностью 23 человек, и ещё один отряд из 30 комсомольцев был высажен с подводных лодок на побережье в окрестностях Риги.
Подпольная и партизанская деятельность начиналась в тяжёлых условиях: у активистов отсутствовал опыт конспиративной работы, партизанской и диверсионной деятельности, не имелось связи с руководством, не хватало оружия, снаряжения, печатной техники… В результате их действия были разрозненными и малоэффективными, а многие участники были раскрыты и уничтожены противником.
Весной 1942 года, после поражения немецкой армии под Москвой и начавшейся в январе 1942 года мобилизации латвийской молодёжи для работы на предприятиях в Германии, антинемецкое сопротивление усилилось, в это время возникает несколько новых партизанских и подпольных групп.
В конце 1942 — начале 1943 года в Латвии действовало 20 отрядов и групп советских партизан. В дальнейшем численность партизан продолжала увеличиваться: летом 1944 года в Латвии действовало уже три бригады и 4 отряда, в которых насчитывалось 1623 партизан, в сентябре 1944 года их количество возросло до 2698 человек.

### Территория Литовской ССР
В Литве при отступлении советских войск летом 1941 года было оставлено несколько небольших партизанских отрядов (отряд П. Сименаса, отряд А. Вильмаса, отряд А. Годляускаса). В целом, на территории Литвы действовали 92 советских партизанских отрядов и групп общей численностью более 5 тысяч человек. Часть партизан и подпольщиков была выявлена и уничтожена противником (в частности, уже в 1941 году погибли группы, которыми руководили А. Вильмас, А. Слапшис и К. Петрикас). Тем не менее, уже в это время ими был совершён ряд крупных диверсий.
26 ноября 1942 года был создан Штаб партизанского движения Литвы, который возглавил А. Ю. Снечкус.
В 1944 году в Литве действовало 11 отрядов советских литовских партизан, объединённых в Вильнюсскую (командир М. Мицейка) и Тракайскую (командир Т. Мончунскас) бригады. В июле 1944 года эти бригады приняли непосредственное участие в освобождении Вильнюса, помогая штурмующим войскам в боях на южной окраине города и в районе железнодорожной станции.
В Вильнюсе действовала подпольная организация, которой руководил Ю. Т. Витас.
В Каунасе действовала подпольная комсомольская организация, руководителями которой являлись П. Малинаускас, П. Зибертас и В. Куницкас. Её участники занимались антифашистской агитацией, распространением листовок, совершали диверсии и акты саботажа на железнодорожном транспорте.
В общей сложности, в Литве действовало около 9 тысяч советских партизан (21 % из них были русскими по национальности), в 1941—1944 годы ими было уничтожено 10 тысяч оккупантов и их пособников, разгромлено 18 гарнизонов, организовано крушение 364 эшелонов, выведено из строя 577 паровозов и 2 тысяч вагонов, выведено из строя 539 км линий связи. 1800 граждан СССР — советских партизан и подпольщиков, действовавших на территории Литвы, были награждены советскими государственными наградами, 7 — удостоены звания Героя Советского Союза.

### Территория Молдавской ССР
За период с 1941 по 1944 годы партизанами и подпольщиками Молдавии было выведено из строя около 30 000 оккупантов и их пособников, организовано крушение свыше 300 воинских эшелонов, подорвано 133 танка и бронемашины, 20 самолётов, сотни автомашин, взорвано 62 железнодорожных моста.

## Еврейские партизанские отряды
На территории Советского Союза в подпольных организациях и партизанских отрядах с нацистами боролось от 15 до 49 тысяч евреев. В 70-ти, чисто еврейских партизанских отрядах на оккупированной территории СССР воевало примерно 4000 человек. Еврейские партизанские отряды создавались евреями, которые бежали из гетто и лагерей, спасаясь от уничтожения нацистами. Многие из организаторов еврейских отрядов были до этого участниками подпольных организаций в гетто.
Одной из главных целей, которую ставили перед собой евреи-партизаны, было спасение остатков еврейского населения. Рядом с партизанскими базами нередко создавались семейные лагеря, в которых находили убежище беглецы из гетто, в том числе женщины, старики и дети. Многие еврейские отряды сражались месяцами, несли большие потери, но в конце концов их уничтожали вместе с соседними семейными лагерями.
Еврейские партизаны не могли в случае необходимости смешаться с окружающим населением и воспользоваться его поддержкой. Еврейские партизаны не могли получить поддержку и от еврейского населения, запертого в гетто.
Ситуацию усугубляли и антисемитские настроения среди советских партизан.
Ведущий научный сотрудник Государственного архива Минской области Василий Матох отмечает, что "в докладных записках руководителям подпольных обкомов отмечалось: «…Партизанские отряды им [евреям] не помогают, еврейскую молодёжь принимают к себе неохотно. Были факты, когда партизаны из отряда Н. Н. Богатырёва, отняв у пришедших оружие, отправляли их назад, так как антисемитизм в партизанской среде развит довольно сильно…» «…Некоторые партизанские отряды принимают евреев, некоторые расстреливают или только прогоняют. Итак, у Грозного евреев порядочно, довольно их и у Зотова. Зато ни Марков, ни Стрелков евреев не принимают…»"
В лесах Белоруссии, в рамках общего партизанского движения действовали отдельные еврейские отряды, однако со временем они частично превратились в отряды смешанного национального состава. Известен еврейский партизанский отряд имени Калинина, созданный братьями Бельскими. В лагере Бельских насчитывалось 1,2 тысяч человек, главным образом бежавших из района Новогрудка. Группа беглецов из Минского гетто во главе с Ш. Зориным создала ещё один семейный лагерь (отряд № 106), насчитывавший около 800 евреев. В районе Деречина был образован отряд под командованием доктора И. Атласа, в районе Слонима — отряд «Щорс 51»; в районе Копыля евреи, бежавшие из гетто Несвижа и двух других гетто, создали отряд «Жуков», евреи из района Дятлово — отряд под командованием Ц. Каплинского. Борцы гетто Белостока и подпольщики из прилегающих к нему городов и местечек создали еврейский партизанский отряд «Кадима» и ещё несколько небольших партизанских групп.
Около 1500 евреев воевали в еврейских группах и отрядах на Украине, 26 украинских евреев командовали партизанскими отрядами и соединениями. Общая численность евреев-партизан на Украине была около 4000 человек, из них в книге С. Елисаветинского «Полвека забвения. Евреи в движении Сопротивления и партизанской борьбе в Украине (1941—1944)» приведены поимённые списки в количестве 2000 человек. На Западной Украине во время массового истребления еврейского населения летом 1942 г. образовались многочисленные вооружённые группы еврейской молодёжи, скрывавшиеся в лесах и в горах Волыни. 35-40 таких групп (около одной тысячи бойцов) самостоятельно сражались с оккупантами, пока не присоединились к советскому партизанскому движению в конце 1942 года. М. Гильденман («дядя Миша») образовал еврейский отряд в партизанском соединении А. Н. Сабурова; в соединение С. А. Ковпака вступили еврейские группы «Софиевка» и «Колки»; несколько еврейских отрядов влились в партизанские соединения В. А. Бегмы. Всего в партизанском движении на Волыни участвовало около 1,9 тысяч евреев. Известно, что еврейские партизанские группы действовали в районах городов Тарнополь, Борщёв, Чортков, Скалат, Болехов, Тлумач и других городах. В партизанском соединении С. А. Ковпака во время его рейда в Карпаты (конец лета 1943 г.) был создан еврейский отряд, которым командовали евреи из групп «Софиевка» и «Колки».
О еврейских партизанских отрядах режиссёр Александр Ступников в 2009 г. снял документальный фильм «Изгои».

## Военные преступления против гражданского населения
Считается, что как правило гражданское население и партизаны в большинстве случаев оказывали помощь друг другу. Помощь со стороны местного населения была настолько важна, что во всех регионах являлась одним из главных факторов успеха партизан. Однако в ряде случаев партизаны применяли насилие и к местным жителям — если подозревали, что те стали коллаборационистами или ведут антисоветскую деятельность, либо если не было иной возможности коммуникации и взаимодействия в сложившихся обстоятельствах партизанской войны.
Известно, что Герой Советского Союза комсомолка Зоя Космодемьянская в составе советской диверсионной группы попыталась сжечь подмосковное село Петрищево. Всего отряд, в котором была Космодемьянская, должен был за 5-7 дней уничтожить около 10 советских сёл. Как известно, Зое и её отряду удалось сжечь три дома, но 28 ноября 1941 года при помощи крестьян она была поймана немцами. На следующий день она была публично казнена как поджигатель домов.
В ходе работы над книгой-документом «Я з вогненнай вёскі…» (рус. «Я из огненной деревни») белорусские писатели и публицисты Алесь Адамович, Янка Брыль и Владимир Колесник во время опроса получили свидетельские показания о карательной акции партизанского отряда под командованием Ваграма Калайджана, в ходе которой было убито 80 жителей деревни, не пожелавшие уходить из деревни перед приходом немецких войск, деревня была сожжена.
14 апреля 1943 года партизаны напали на деревню Дражно Стародорожского района Белоруссии. Деревня была сожжена почти полностью, большая часть жителей убита. Непосредственно сжигали и убивали дражненцев партизаны из отряда имени Кутузова, которым командовал Израиль Лапидус, а другие отряды из бригады Иванова их прикрывали.
2 октября 1943 года 150 советских партизан из соединения Николая Прокопюка, совместно с боевиками польской самообороны из Пшебраже нанесли серьёзный урон селу Омельно. Сначала они обстреляли его из пулемётов и миномётов, вызвав многочисленные пожары, а потом пошли в наступление. Погибли по меньшей мере десять мирных жителей-украинцев, а из села забрали несколько голов крупного рогатого скота.
13 октября 1943 отряд из бригады Антона Бринского сжёг село Старая Рафаловка (ныне Владимирецкий район Ровенской области Украины), убив около 60 человек, среди них и детей. 31 октября 1943 советские партизаны на Волыни сожгли три украинских села: Боровое, Карпиловку и Дерть. В одной только Карпиловке погибли 183 крестьянина. Когда 21 марта 1944 соединения им. Михайлова обстреляла самооборона села Большая Мощаница Мизочского района, село окружили и обстреляли из пушек и миномётов. После семичасового боя сопротивление УПА сломали, заняв до основания сожжённое село. «Националисты», по мнению советских партизан, потеряли 224 человека, среди павших должно быть значительное количество гражданских. Советские потери составили 4 убитых и 8 раненых.
8 мая 1943 года партизаны напали на опорный пункт города Налибоки, в 120 км от Минска. Они убили 127 гражданских лиц, включая детей, сожгли здания и угнали почти 100 коров и 70 лошадей.
29 апреля 1944 года советские партизаны из группировки Михаила Шукаева вступили в бой с отрядом УПА в селе Грабовка в Станиславской области, он закончился поражение советских партизан, что вынудило их отойти в лес. Перед отступлением они расстреляли на кладбище 23 жителей села, включая капеллана УПА. По собственным данным, советские партизаны потеряли пятнадцать человек убитыми. У солдат УПА было четверо убитых и несколько раненых. Во время столкновения было сожжено 25 домов.

## Лжепартизаны
Известны многочисленные случаи создания нацистами карательных отрядов (как правило, из коллаборационистов), которые выдавали себя за советских партизан и занимались выявлением и уничтожением партизан и их сторонников среди местного населения. Кроме того, с целью дискредитации партизанского движения они совершали убийства мирного населения, занимались бандитизмом и совершали иные преступления.
- так, в начале октября 1941 года в Глусском районе Белоруссии начал действовать лжепартизанский «отряд Балахонова», который под видом советских партизан грабил население[72].
- в декабре 1941 года отряд лжепартизан был создан немецкими оккупационными властями в Черниговской области, вскоре после начала действий он был выявлен и разоружён советскими партизанами из отряда А. Ф. Фёдорова на хуторе Луковицы Корюковского района. Все участники лжепартизанского отряда были расстреляны в присутствии местных жителей и крестьян из соседних сёл[73].
- в декабре 1941 года отряд лжепартизан появился в Поддорском районе Ленинградской области: когда одна из партизанских рот заночевала в деревне на шоссе Поддорье — Холм, в вечерних сумерках к селу приблизился обоз из 30 подвод, на которых сидели вооружённые люди в полушубках и с красными ленточками на шапках. Часть подвод втянулась в село, часть — направилась к огородам. Командир роты Зайцев с десятью партизанами вышел навстречу прибывшим — и те открыли огонь. Находившиеся в домах партизаны попытались отстреливаться, но каратели уже успели окружить дома и теперь забрасывали их гранатами. Спастись удалось немногим. Лжепартизаны тоже не задержались в селе, собрав оружие, они быстро ушли по шоссе[74].
- в течение 1942 года отрядом Д. Н. Медведева были выявлены и уничтожены три лжепартизанских отряда: первый, из семи человек, занимавшихся грабежами и изнасилованиями, был уничтожен в районе Хотинска; ещё один, из восьми человек, сформированный по заданию бургомистра города Людиново, был уничтожен в районе станции Куява[75].
- в 1943 году в районе реки Сорть (Калининская область), а позднее — в окрестностях города Себеж (Ржевская область) и в Псковской области[76] начало действовать находившееся в подчинении СД «Истребительное соединение „Восток“ войск СС» («ваффен СС ягдфербанд Ост»), которым командовал Н. Мартыновский, а позднее — И. Решетников. Под видом советских партизан, с красными звёздочками и лентами на шапках они врывались в подозрительные деревни, убивали местных полицаев и, собрав жителей, обращались с просьбой оказать помощь, расспрашивали… А потом начинались убийства, поджоги домов, грабежи и насилия. Немецкие оккупационные власти, в свою очередь, начинали незамедлительно распространять информацию о том, что «деревню сожгли партизаны». При встрече с этим соединением погибла партизанская разведывательная группа Румянцева и был убит командир разведки одного из местных партизанских отрядов Константин Фиш. После того, как партизаны начали охоту за провокаторами, соединение было переброшено в Белоруссию[77].
- в Спас-Деменске Калужской области под видом советского партизана действовал агент ГФП-570 «Матрос» (А. И. Кузинко), он сумел проникнуть в местный партизанский отряд, который был уничтожен; участвовал в выявлении, арестах и расстрелах советских граждан на территории Орловской, Брянской и Смоленской областей. Часть совершённых им убийств (например, убийство еврейской семьи Гофман из четырёх человек 20 мая 1943 года) немцы объявляли совершёнными советскими партизанами[78].

Известны случаи деятельности под видом советских партизан боевиков националистических вооружённых формирований и коллаборационистов:
- так, 10 сентября 1943 года советская диверсионная группа под командованием А. Жолудя (из соединения А. Н. Сабурова), в лесу у села Корчище Житомирской области была встречена вооружённой группой из 10 боевиков УПА-ПС, действовавших под видом «советских украинских партизан», командир которых был в советской офицерской фуражке и кожаной куртке, а остальные — с красными ленточками на шапках. Националисты приказали сложить оружие, а затем начали связывать партизан с целью «вести на допрос», воспользовавшись моментом, один из подрывников, А. Жолудь, сумел бежать, а четверо остальных партизан были убиты «бульбовцами»[79].

Упоминается также деятельность под видом партизан группировки коллаборационистов в 1943—1944 годах в Полесье:

Группа возвращалась с задания на базу. Навстречу из леса вдруг выходит вооружённая группа. В красноармейских шинелях, на шапках — красные ленты. Горланят «Катюшу». Расслабились наши ребята и поплатились своими жизнями. Погибли секретарь подпольного обкома комсомола Ш. Беркович и депутат Верховного Совета БССР В. Немытов. Оказывается, лжепартизаны возвращались в Пинск после грабежа крестьян.— Александр Черняк. Второй фронт. Пока союзники обещали, партизаны его открыли уже в 1941-м // "РФ сегодня", № 5, 2005
Фронтовой юрист Яков Айзенштат, служивший секретарём военно-полевых судов в годы ВОВ, подтверждал в своей книге существование фиктивно-провокационных партизанских отрядов, созданных немцами.

## Взаимодействие с иными партизанскими формированиями

### Советские партизаны и Украинская повстанческая армия
Взаимоотношения советских партизан с УПА занимают особое место в военной истории. Советский этап организованной партизанской войны датируется 5 сентября 1942 г. — приказ № 00189 «О задачах партизанского движения», подписанный Сталиным. Первые расплывчатые и неточные сообщения о форме повстанческого сопротивления на территории западноукраинских областей стали поступать в Украинский штаб партизанского движения с конца 1942 года. Со временем сведения советской разведки о создании т. н. «Украинской повстанческой армии» попали в Москву.
В Чёрном лесу на Кировоградщине существовали крупнейшие в Центральной Украине силы сопротивления, которые одновременно боролись и с нацистами и с подразделениями ОУН. Особо выдающейся является биография местной героини Лукии Ефимовны Стаченко (1879-1973), гражданской помогавшей советским партизанам и спасшей сотни, в том числе и  еврейских, жизней .
Начальный этап взаимодействия партизан с уповцами придерживался тактики «вооружённого нейтралитета». Когда советские партизаны появились в западноукраинских землях, то изначально предпочитали не конфликтовать с украинскими националистами из-за слабости своих позиций в регионе, отсутствия поддержки населения и наличия хорошо укреплённых огневых рубежей повстанцев, которые могли привести к ненужным потерям среди личного состава. Иногда партизаны вступали в переговоры с повстанцами и просили пропустить их через свою территорию, националисты в ответ просили не распространять советскую пропаганду и не проводить мобилизацию местного населения в ряды партизан. Засланные в 1942 г. на территорию Волыни группы ГРУ и НКВД СССР обладали заданиями разведывательного характера, не стремились к конфронтации с украинским националистическим подпольем и поэтому также вступали с ними в переговоры.
Ситуация изменилась, когда на Волынь пришли отряды Сидора Ковпака и Александра Сабурова, перед которыми стояли преимущественно диверсионные задания и которые могли позволить себе — из-за собственной силы — бои одновременно с двумя противниками. На Третьей Конференции ОУН-Б советские партизаны были признаны главными врагами.
Первые сообщения об активизации украинских националистов в действиях против советских партизан относятся к началу весны 1943 года. Первое столкновение, упоминаемое в официальных сообщениях украинского подполья, произошло 20 февраля 1943 года. В этот день сотня УПА под руководством Григория Перегиняка напала на лагерь советских партизан около села Замороченное. Без собственных потерь уповцы якобы убили пятнадцать партизан, сожгли три барака, захватили лошадей, еду и запасы бумаги. По сведениям Ковпака, 26 февраля 1943 г. Сумским соединением была проведена операция по «очистке» Людвипольского и Костопольского районов Ровенской области от украинских националистов: «В результате операции было поймано 8 человек националистов, они разоружены и после беседы отпущены. Это первое наше столкновение с националистами. В ряде сёл нами были проведены собрания и беседы с населением с целью разоблачения националистов и их вредной работы».
В ночь с 6 на 7 марта 1943 года отряд ОУН в деревне Богуши на берегу реки Случь (Ровенская область) напал на группу партизан из отряда Дмитрия Медведева. Стычка стоила красным партизанам нескольких убитых. 16 марта бандеровцы напали на диверсионную группу отряда им. 24-летия РККА из соединения Александра Сабурова, поймали и забили до смерти одного партизана. Далее, в марте-апреле 1943 г., стычки — в том числе с отрядом Медведева, а также с формированиями УШПД — продолжались.
В боевых действиях против советских партизан ОУН и УПА достигли заметных успехов. Им удалось осложнить боевую деятельность партизан во многих районах Волыни и Полесья, мешать проведению диверсионных действий на немецких коммуникациях. УПА сумела в значительной степени сорвать планы советского командования по вводу партизанских соединений на территорию Галиции и Карпат для действий на немецких коммуникациях в 1943 г. Националисты не позволяли партизанам использовать в полной мере хозяйственный потенциал западноукраинских земель, что также негативно сказалось на боеспособности партизан. Уповцы успешно уничтожали небольшие десантные группы, сбрасываемые с самолётов на территорию Волыни и стремились оторвать от советских партизан мобилизационный потенциал западноукраинских крестьян. Но попытки полностью разгромить красных партизан или заслать своих агентов в партизанские отряды для уничтожения командного состава оканчивались безрезультатно.
В ряде случаев партизаны и уповцы объединялись и вели совместные боевые действия против нацистов. Например в январе 1943 один из руководителей партизанского движения на Украине Антон Бринский вёл переговоры с бандеровцами о сотрудничестве и ему удалось достичь определённых результатов. Согласно его показаниям некоторые бойцы УПА вместе с его отрядом организовывали подрывы поездов и другие диверсии, также, именно по просьбе Бринского, бандеровцы в марте 1943 совершили нападение на тюрьму в Ковеле, освободив всех заключённых. Относительное примирение между его отрядом и УПА продолжалось до апреля 1943 года. В немецком документе «Национал-украинское бандитское движение» упоминалось, что иногда УПА снабжались оружием с помощью советской авиации.
23 марта 1943 г. Никита Хрущёв послал отряду Сидора Ковпака письмо, содержание которого несколько дней спустя было распространено среди партизан в виде радиограммы. В документе говорилось, что главной целью оставалась борьба с немцами, поэтому с националистами воевать не следовало, если те сами не нападали. Рекомендовалось по возможности разложить их отряды пропагандой. Поначалу партизаны стремились исполнить указания. Националисты в донесении о действиях Сумского соединения отмечали, что ковпаковцы говорили «чтобы крестьяне не сдавали немцам сельскохозяйственного контингента, так как вскоре… придёт Красная армия; говорят, чтобы не слушали националистов, так как они хотят Самостоятельной Украины, а тут возможна только Советская Украина, которую будет охранять непобедимая Красная армия и товарищ Сталин». УПА также негативно реагировали на диверсии советских партизан, поскольку немцы, например в ответ на подрывы железнодорожного полотна расстреливали заложников по тюрьмам, в том числе националистов, а также проводили карательные акции против украинских деревень, покрытых подпольной сетью ОУН.
С июня 1943 года начались самые кровопролитные столкновения между красными и националистами. В частности, 18 июня 1943 г. заместитель Ковпака — Семён Руднев описал в дневнике события в Ровенской области: «Наша разведка 4-го батальона, которая была послана по маршруту за р. Случь, в течение двух дней вела бои с бульбовцами и вынуждена была отойти, не выполнив задачи. При нашем подходе к деревне Михалин началась стрельба, причём стреляют, сволочи, из окон, кустов и ржи». Согласно тому же дневнику, 20 июня УПА вела бой с разведгруппой 3-го батальона соединения, убив двух человек, после чего разведку пришлось вернуть обратно. 21 и 22 июня под Ровно было ещё два боестолкновения с националистами. 23 июня Руднев написал: «Все села заражены националистами. Часто стреляют из-за угла, из кустов, со ржи и т. д. Наши редко отвечают. Только стреляем тогда, когда видим стреляющего… Мой заместитель Андросов беседовал с девушками, подошли 7 бородатых мужиков тоже слушали его, но потом, видя, что он один, выхватили из ржи винтовки и стали в него стрелять. Убили его лошадь и стали ловить, и если бы не подоспели бойцы, его бы убили. Вечером разведка 2-го батальона поехала на разведку, была обстреляна». 24 июня обоз с ранеными повстанцами случайно въехал в середину обоза ковпаковцев. После этого «столкновения» красные предприняли операцию по «прочистке» прилегающих лесных массивов, Руднев записал в дневнике свои знаменитые слова: «За эти дни… нервы настолько напряжены, что я почти ничего не кушаю. Так как здесь такое политическое переплетение, что нужно крепко думать, убить — это очень простая вещь; но надо сделать, чтобы избежать этого. Националисты — наши враги, но они бьют немцев. Вот здесь и лавируй, и думай».
Дальнейший рейд Ковпака в Галицию привёл к экстренному формированию Украинской народной самообороны (УНС) — указание на её формирование ОУН дало 15 июля 1943 года. Уже в августе 1943 отряды УНС нападали на мелкие группы ковпаковцев, отходивших к месту сбора в Полесье. Иногда ковпаковцы старались находить общий язык с командирами УПА и противоборствующим сторонам удавалось расходится без боя. Руководитель УНС Александр Луцкий в будущем расскажет на допросе в НКВД, что «фактически отряды УНС своё задание по ликвидации советских партизанских отрядов Ковпака не выполнили. После нескольких вооружённых столкновений куреня „Чёрные черти“ с отдельными отрядами Ковпака в Прикарпатье, которые особых положительных результатов не дали, командный состав УНС, ссылаясь на слабую военную подготовку личного состава, в дальнейшем избегал встреч с отрядами Ковпака». Крымский историк Сергей Ткаченко утверждает, что именно отряды УНС разбили группировку Ковпака под Делятиным в августе 1943. В действительности же, отряд Ковпака под Делятиным провёл бой не с УНС, а с немцами, о чём свидетельствуют документы отряда. До сих пор ведутся споры вокруг гибели Семёна Руднева. Согласно альтернативной версии, Руднева убили чекисты за попытки договориться с украинскими националистами о совместной борьбе против немцев. Эту версию выдвинул в начале девяностых годов участник партизанского движения на Украине, соратник Руднева и Ковпака Герой Советского Союза — Пётр Брайко, но не смог привести никаких документальных доказательств в её пользу. Несмотря на противодействие националистов, все отряды Сумского соединения хоть и с огромными потерями, но смогли дойти до Полесья. В ряде случаев, чтобы спокойно пройти сквозь украинские сёла, ковпаковцам пришлось переодеваться бандеровцами.
В июне 1943 г. действия УПА против партизан активизировались и на востоке Ровенской области, где оперировало соединение Сабурова и выделенные из него отряды — в частности, соединение под командованием Ивана Шитова. Глава Каменец-Подольского штаба партизанского движения вспоминал об одном из боёв: «Отряд им. Хрущёва 14 июня отправлял на аэродром раненых. В лесах возле Рокитно Ровенской области на сопровождающих 130 партизан напало до 600 бандеровцев. Два с половиной часа вели ожесточённый бой, сходились чуть ли не врукопашную на 15-20 метров. Я сам участвовал в этом бою и должен сказать, что националисты крепко дерутся. Они отступили лишь тогда, когда понесли большие потери — около 40 убитыми и до 150 ранеными. Партизаны, участники этих боёв, говорили, что таких нахалов в боях ещё не видели. От рук националистов у нас в 1943—1944 гг. погибло много сотен замечательных партизан-диверсантов».
В июле 1943 года около села Теремное в Ровненской области произошла крупнейшая битва между УПА и красными партизанами. Пришедший туда в мае 1943 г. отряд им. Михайлова под руководством Антона Одухи развернул диверсионную деятельность, которую националисты пытались прекратить. Вначале стороны пошли на переговоры, закончившиеся безрезультатно. Сосредоточив 2 батальона УПА (около 1000 бойцов), 25 июля 1943 г., в ходе перестрелки с советскими дозорными потеряв фактор внезапности, бандеровцы напали на лагерь партизан, насчитывавший 400 человек (вместе с партизанскими семьями). Игнат Кузовков, комиссар отряда им. Михайлова, свидетельствовал, что атаки повторялись через каждые 20 минут: «Дело доходило чуть ли не до рукопашных схваток. Невзирая на жертвы, которые наносили наши бойцы из укрытых позиций, они бились и бились, желая закончить операцию. Надо сказать, что за всё время я не встречал такого фанатизма в борьбе. Они дерутся лучше немцев». Не сумев взять лагерь красных штурмом, бандеровцы окружили его и начали планомерный миномётный обстрел, который, из-за того, что площадь была довольно-таки обширной, не был эффективен. Обстрел позиций партизан из стрелкового оружия продолжился и ночью. Поняв всю серьёзность положения, советские партизаны на третий день осады предприняли попытку прорыва, увенчавшуюся успехом. Игнат Кузовков подвёл итог: «Мы уже передислоцировались в Славутский район Каменец-Подольской области, а на территории прилегающих западных районов Тернопольской области установилась националистическая власть».
Возможно, наиболее плотно пришлось столкнуться с националистами Черниговско-Волынскому соединению под руководством Алексея Фёдорова. Согласно заданию УШПД, оно вышло в самый центр Волынской области и осадило Ковельский железнодорожный узел. Григорий Балицкий, командир отряда имени Сталина, действовавшего в отдалении от основных сил соединения, войдя на территорию Волынской области 8 июля 1943 г., дал Фёдорову радиограмму: «Нахожусь 3 км юго-западнее Моцейки. 6-7 июля форсировали реку Стырь, переправлялся 14 часов. Противник мешал нам. Начиная с дер. Кулиновичи и до Мацейки большинство пути проходили с боем. Убито националистов — 26, в том числе начальник штаба и командир роты. Захвачено 12 винтовок, 700 патронов, один пистолет. Враг делает засады в сёлах и лесах. Вчера наткнулись на вражеский отряд 300 человек, вооружены пулемётами, автоматами и миномётами. Обстановка хреновая, но настроение бодрое». В этот же день Балицкий описал в дневнике непривычную для него обстановку: «В своё время каждый куст был для партизан крепостью, но теперь этот куст является смертью для партизан, ибо враг сейчас сидит в лесу, он хорошо знает его и из каждого куста он может поражать партизана, убивать нас. Коварный враг, что и говорить. Немец не всегда идёт в лес, а эта сволочь находится в лесу и в маленьких хуторах и поэтому националистические банды далеко опаснее, чем немецкие карательные отряды».
3 августа 1943 г. УПА в очередной раз атаковала отряд им. Сталина, вот что записал об этом Григорий Балицкий: «Наши герои-партизаны стали отбивать атаки озверелых националистов. Я вместе со своим ординарцем Пташко Григорием Ивановичем, ко мне присоединились начальник штаба Решедько и дежурный по батальону тов. Ефимочкин, все на лошадях помчались на линию обороны. Только выехали на просеку, мы увидели неразбериху. После этого я со своим ординарцем Григорием отогнали нач[альника] штаба и Ефимочкина и полетели вперёд, тут же увидел перед собой перебежку через широкую просеку человек 40-45. Я посчитал, что это мои орлы-партизаны, поэтому дал команду: „Куда вы, такую мать, бежите!“ Но оказалось совсем другое положение, противник обходил нашу оборону и я командовал не своими партизанами, а своими врагами. Эта тифозная вошь открыла ураганный огонь по мне. Тут же мой ординарец был тяжело ранен, командир пулемётного взвода тов. Ефимочкин был убит, Решедько бросил свою лошадь, отскочил в сторону. Остался я один на середине этой знаменитой широкой просеки, которую не забуду». Эту атаку красные отбили, но в последующие дни УПА блокировала лагерь сталинцев. На совещании командного состава своего отряда Балицкий обрисовал серьёзность положения: «Враг коварен, лезет в лес, как свинья». 7 августа, проведя совместно с отрядом НКГБ СССР «Охотники» несколько боёв с местными отрядами УПА, чтобы бандеровцы наконец отступили.
В октябре 1943 УПА предприняло попытку уничтожить или изгнать с Волыни соединение Алексея Фёдорова. Речь шла о личной инициативе командира группы УПА «Завихвост» Юрия Стельмащука. Однако из-за нескоординированности действий и своевременных контрмер партизан атаки УПА были легко отбиты. В ноябре 1943 года Юрий Стельмащук встретился с главой УПА Дмитрием Клячкивским, и на совещании было принято решение не проводить больше масштабных операций против красных партизан, а беречь силы для будущей схватки с НКВД.
На северо-западе Украины, в частности, на Полесье и Волыни, советские партизаны и УПА в ходе яростного противостояния поделили местность, о чём 30 ноября 1943 года сообщалось из польского националистического подполья: «Полесье. На Землях Восточных немецкая администрация может проявить свою деятельность только в больших местных центрах, но не контролирует ситуацию с безопасностью в округе за границами данного местного центра». Описывая положение января 1944 года, Пётр Вершигора сообщал: «Всё Полесье за исключением крупных коммуникаций Сарны-Ковель, Ковель-Брест и Сарны-Лунинец было полностью свободно от немцев, громадная территория от Сарны до Буга была поделена между партизанами и соединениями украинских националистов, вытолкнутых из-за Горыни».
Михаил Наумов в дневнике описал отряды УПА, совершающие рейды в Житомирскую область как малозначимую силу: «Бандеровцы появились в этих лесах ещё раньше нас. Их ок[оло] 150 чел. Живут только в лесу. Никаких операций не проводят… Грязны и обовшивлены, голодны. Когда говорят о вильной Украйне — плачут… Когда бандеровцы хотят кушать, то заходят в село и собирают куски хлеба, цибулю, чеснок и всё это складывают в торбу, подвешенную за плечами, — хотят показать, какие они есть апостолы украинского народа, но петлюровские старцы… любят кушать и мясо. Поэтому группа этих старцев ночью крадётся в село и в первой хате выкрадывают и уводят в лес корову… Здешний народ не понимает их… Под Новгородом-Волынским бандеровский отряд насильно мобилизовал 26 колхозников, которых используют для черновых работ под строгим надзором, на ночь связывают. Одному из них удалось перебежать к нам. Он рассказывал, что все эти люди собираются перебежать к красным партизанам, причём называл их „наши советские украинцы“. Бандеровцы узнали об их намерениях и решили всех задушить. Один наш разведчик — Мороз, попал к ним в лапы. Мы вскоре нашли его труп с отрезанной головой. Они охотятся за нашими автоматами… Ненавидя нас, они всё время следят за нами и держатся вблизи. Это им нужно для того, чтобы прикрыться нашей силой от немцев. Однако следует признать, что они занимаются серьёзной пропагандой».
УПА помимо защиты Западной Украины от партизан стремилась распространить активность на районы южных областей БССР, которые националистами считались частью Украины. В частности, в Пинской области отряду УПА в апреле 1943 года удалось завербовать нескольких партизан Пинского соединения БШПД, которые по приказу бандеровцев убили комиссара отряда им. Суворова Бориса Михайловского и четырёх рядовых. Почувствовав наличие в регионе новой враждебной силы, советские партизаны предприняли контрмеры. Командованием бригады им. Молотова одна из групп УПА была хитростью заманена на переговоры. О дальнейшем вспоминал командир Пинского соединения Алексей Клещев: «Во время переговоров нашей группы с группой националистов, подготовленные два боевых партизанских отряда бригады имени Молотова окружили их и предъявили ультиматум: сдать всё оружие и самим сдаться командованию бригады. Группа в числе 71 националиста попыталась вступить в бой, но бригада имени Молотова расстреляла их из пулемёта до единого человека».
С конца февраля — начала марта 1944 советские партизаны сообщали о совместных действиях немцев и националистов против них. Основным негативным фактором от действий УПА называлась утрата одного из важнейших козырей партизан — скрытности перемещения, — наблюдатели ОУН и УПА сообщали немцам о местонахождении партизанских отрядов. Уповцы уничтожали мелкие отряды, передавая пленных нацистам и сообщая им о передвижении партизанских отрядов. Но не нападали на значительные силы. Если УПА шла в открытый бой, то только вместе с вермахтом и СС. Как утверждал украинский исследователь Анатолий Кентий: «Начиная с весны 1944 г. УПА и подпольные структуры ОУН… своей борьбой в тылу Красной армии и против советских партизан спасли от полного разгрома силы немецкой армии в Восточной Галиции».
Помимо борьбы с отрядами и соединениями, на протяжении 1943—1944 гг. в Западной Украине ОУН-УПА уничтожала всех — без различия ведомств и задач, кто был заслан советской стороной с парашютом. Например, в Волынской области, согласно показаниям пленного бандеровца, «в мае 1943 г. в 1 км северо-восточнее села Старая Гута были выброшены четыре советских парашютиста с радиостанцией: три мужчины и одна женщина, вооружённые пистолетами ТТ. Указанных парашютистов Карпук задержал и передал в распоряжение националистов». В Тернопольской области сообщение бандеровского подпольщика за февраль-март 1944 г. отмечало успешность контрмер националистов: «На территории Подгаецкого и Бережанского уезда большевики скинули десант парашютистов, заданием которых является организовать партизанские отряды из пленных схидняков. Сброшенное оружие попало в наши и немецкие руки. Парашютистам не удалось ничего сделать». Во Львовской области в апреле 1944 года оуновцы отмечали поддержку селян, оказанную УПА в борьбе с десантами: «Большевики с фронта посылают им (партизанам) помощь — парашютистов. Однако много из них попадает в руки украинских крестьян, а те отдают их в УПА или сами ликвидируют». Глава Армии Крайовой Тадеуш Комаровский 21 июня 1944 г. сообщал в Лондон о том же: «Сброшенный сильнейший советский десант под Долиной был вырезан УПА…». Согласно сведениям немецкой войсковой разведки от 16 августа 1944 г. «В Карпатах возросла борьба национально-украинских банд (УПА) с советскими бандформированиями и парашютистами. За последнее время УПА обезвредила предположительно 1500 парашютистов».
С бандеровским движением связана ещё одна известная история — уничтожение советского диверсанта Николая Кузнецова. К началу 1944 г. в связи с приближением Красной армии отношения между Третьим Рейхом и ОУН стали постепенно налаживаться. Когда Кузнецов, после своей очередной диверсии, бежал из Львова, львовское отделение полиции безопасности сообщило о нём местному отделению ОУН(б). УПА распространили ориентировку на Кузнецова по своей партийной сети, и 7 марта 1944 года, выловив его, после соответствующего допроса казнили.
Утром 12 мая 1944 отряд украинских националистов напал на партизанский отряд Антона Одухи в деревне Стриганы и рассчитывал захватить партизанский госпиталь и уничтожить командование партизан. Завязался бой в ходе которого бандеровцы были вынуждены отступить в леса. На следующий день отряды НКВД занялись прочёсыванием лесов и уничтожением скрывшихся. В качестве подкрепления к партизанам прибыли две роты автоматчиков НКВД и СССР, а на бронепоезде прибыл также и гвардейский дивизион из Славуты. 13 мая в результате совместных действий НКВД и партизан (последние перекрыли дорогу на север) были уничтожены остатки отряда УПА: всего было убито, по разным данным, от 127 до 197 националистов за два дня, а 28 человек попали в плен. Из 28 пленных семеро были убиты партизанами как особо опасные преступники, сотрудничавшие с полицаями, остальные были отправлены на сборный пункт в Славуту для допросов.
По неполным данным, УПА за весь 1943 год провела против советских партизан 4 засады, 7 налётов на лагеря и базы, 17 атакующих боёв и 12 оборонных боёв, в результате которых уничтожено 544 партизана и ранено 44. Согласно своим отчётам, только лишь часть оперировавших в 1943—1944 гг. на территории Ровенской области отрядов и соединений уничтожила 2275 членов ОУН-УПА (соединение Василия Бегмы — 572, Алексея Фёдорова — 569, Роберта Сатановского — 390, бригада Антона Бринского — 427, отряд Дмитрия Медведева — 317). Интенсивность действий советских формирований против ОУН-УПА в ряде случаев превышала их активность против немцев. В общей сложности, обе стороны потеряли по разным подсчётам от 5 до 10 тыс. человек убитыми и ранеными. Бандеровцы старались не давать масштабных затяжных боёв, а действовали в основном из засад, стремясь использовать элемент внезапности и сиюминутное численное превосходство в конкретном месте и в удобный для них момент.
По мнению украинского исследователя Анатолия Чайковского, «Потери, нанесённые националистическими боёвками советским партизанам, необходимо ещё выяснять, но они, безусловно, значительно больше, чем потери, которые понесли от УПА фашисты». В целом этот тезис довольно сложно как подтвердить, так и опровергнуть, так как комплексных подсчётов потерь немцев и красных партизан от рук бандеровцев никто не вёл.

### Советские партизаны и Армия Крайова
Главной целью польской Армии Крайовой (АК) была организация вооружённого сопротивления немецким оккупантам как на территории оккупированной Польши так и на бывших территориях довоенной Польши: в Западной Белоруссии, Западной Украине и Литве. АК подчинялась польскому правительству в изгнании.
Весной 1943 года отряды АК Новогрудской округи установили связь с советскими партизанами. В Нарочской партизанской зоне был установлен контакт между отрядом А. Бужиньского («Кмицец») и советским отрядом Ф. Маркова. В июне 1943 г. в Иваницах 300 бойцов АК под командованием К. Милашевского совместно с советской партизанской бригадой имени Чкалова под командованием Рыгора Сидорка принимали участие в боях против немцев. В июле-августе того же года эти отряды вновь сражались против немецких войск и полиции в Налибокской пуще.
Однако в феврале 1943 г. начальник Центрального штаба партизанского движения при Ставке Верховного Главнокомандования П. К. Пономаренко направил командирам партизанских соединений и руководителям подпольных парторганизаций закрытое письмо «О военно-политических задачах работы в Западных областях Белоруссии». В нём давались следующие указания:
В районах, где имеется уже влияние наших партизанских отрядов и подпольных центров, действия групп националистических польских реакционных кругов не допускать. Руководителей незаметным образом устранять. Отряды или распускать и базы оружия забирать, или, если представляется возможным, отряд брать под своё надёжное влияние, использовать, направляя на активную борьбу с немцами, соответствующим образом передислоцируя и разукрупняя, лишать их значения как самостоятельных боевых единиц, придавать другим крупным отрядам и производить соответствующую и негласную чистку от враждебных элементов.
В декабре 1943 года и феврале 1944 года командир одного из отрядов АК, капитан Адольф Пильх (псевдоним «Гура»), встретился в Столбцах с офицерами СД и вермахта и просил об оказании срочной помощи. Ему было выделено 18 тысяч единиц боеприпасов, продовольствие и обмундирование.
В сентябре 1943 — августе 1944 г. г. отряд «Гуры» не провёл ни одного боя с немцами, тогда как с белорусскими партизанами — 32 боя. Его примеру последовал Анджей Куцнер («Малый»), пока по приказу штаба округа АК его не перебросили в Ошмянский район. На Виленщине (Вильнюсский район) в 1943 году в столкновениях с АК партизаны потеряли 150 человек убитыми и ранеными, 100 бойцов пропало без вести..
С оккупантами сотрудничал и командир Наднеманского соединения Лидского округа АК поручик Юзев Свида (Вилейская область). Летом 1944 г. в Щучинском районе польские легионеры получили под свой контроль местечки Желудок и Василишки, где они заменили немецкие гарнизоны. Для нужд борьбы с партизанами немцами им были предоставлены 4 автомобиля и 300 тысяч патронов.
Отдельные подразделения АК проявляли большую жестокость к мирному населению, которое подозревали в симпатиях к партизанам. Легионеры сжигали их дома, угоняли скот, грабили и убивали семьи партизан. В январе 1944 г. они расстреляли жену и ребёнка партизана Н. Филиповича, убили и сожгли останки шести членов семьи Д. Величко в Ивенецком районе.
В 1943 году в Ивенецком районе отряд подхорунжего 27-го уланского полка Столбцовского соединения АК Здислава Нуркевича (псевдоним «Ночь»), который насчитывал 250 человек, терроризировал мирных жителей и нападал на партизан. Были убиты командир партизанского отряда им. Фрунзе И. Г. Иванов, начальник особого отдела П. Н. Губа, несколько бойцов и комиссар отряда им. Фурманова П. П. Данилин, три партизана бригады им. Жукова и др. В ноябре 1943 г. жертвами конфликта между советскими партизанами и уланами Нуркевича стали 10 партизан-евреев из отряда Шолома Зорина. В ночь на 18 ноября они заготавливали продукты для партизан в деревне Совковщизна Ивенецкого района. Один из крестьян пожаловался Нуркевичу, что «жиды грабят». Бойцы АК окружили партизан и открыли огонь, после чего увели 6 лошадей и 4 повозки партизан. Партизан, которые пытались вернуть имущество крестьянам, разоружили и после издевательств расстреляли. В ответ 1 декабря 1943 г. партизаны разоружили отряд Нуркевича. Советские отряды приняли решение разоружить отряд «Кмицица» (400 человек) и отомстить за Зорина.
В 1943 году в районе Налибокской пущи против партизан действовал отряд АК. При ночных проверках хуторов партизанами выяснилось, что зачастую поляки-мужчины по ночам отсутствовали в своих домах. Командир партизанской бригады Фрол Зайцев заявил, что если при повторной проверке мужчины-поляки будут находиться вне своих семей, то партизаны расценят это как попытку сопротивления. Угроза воздействия не имела, и хутора вблизи деревень Николаево, Малая и Большая Чапунь Ивенецкого района были сожжены партизанами.
4 июля 1944 г. из Лондона в адрес партизан Армии Крайовы пришла телеграмма, указывающая, что при приближении Красной Армии партизаны АК обязаны были предлагать ей сотрудничество. Сами партизаны расценили этот приказ как военную хитрость. Так, согласно публикациям прессы, 27 июня командир партизанского отряда «Искра» в Барановичской области докладывал командованию своей бригады, что получил обращение АК из Новогрудка, в котором, в частности, говорилось, что поляки всегда хотели находиться в дружбе с «кровным и большим славянским народом», что «взаимно пролитая кровь указывает нам дорогу к взаимной договорённости». В Лидском районе предложение о военном союзе было передано командованию бригады им. Кирова, в Белостокской области — секретарю подпольного обкома КП(б)Б Самутину

### Советские партизаны и «бульбовцы»
10 апреля 1942 года Т. Боровец-«Бульба», ранее сотрудничавший с немцами, отдал приказ о начале деятельности против немцев. В апреле-мае началось формирование отрядов УПА-ПС, которые действовали на Волыни: в окрестностях города Олевск в Восточном Полесье, в Людвипольском районе Ровенской области, в окрестностях городов Ровно, Костополь, Сарны и в лесных массивах вдоль реки Случь.
Активной антинемецкой деятельности отряды УПА-ПС не вели, ограничиваясь «хозяйственными операциями», отдельными операциями против оккупационной администрации и широкой пропагандистской кампанией. Впрочем, современные украинские источники упоминают о случаях уничтожения административных зданий, автомашин и начатых в августе 1942 года акциях на железных дорогах. До февраля 1943 года «бульбовцы» нападали на немецкие гарнизоны для обеспечения себя провиантом. Бульба называл полицию и гражданскую администрацию не иначе как «золотыми фазанами». При этом не было ни единого случая увечья служащих немецкой полиции и военнослужащих вермахта, о чём сам Боровец неоднократно писал немецкой администрации.
В июне 1942 года начались переговоры советских партизан с Т. Боровцом. Советские партизаны расположились в районе Олевск-Рокитно-Городница.
Первая встреча состоялась 1-3 сентября 1942 года на хуторе с. Старая Гута Людвипольского района. От советского партизанского отряда «Победители» на встречу прибыли пять офицеров, в том числе комиссар отряда А. А. Лукин и капитан Брежнев в сопровождении 15 автоматчиков. От УПА-ПС также прибыли 5 человек: Т. Боровец-«Бульба», Л. Щербатюк, Баранивский, Рыбачок и Пилипчук.
Полковник Лукин передал приветствие от советского правительства и в частности правительства УССР. Одобрительно высказался о уже ставших известными действиях «УПА»-Бульбы против Гитлера, подчеркнул, что действия могли бы быть более эффективными, если бы были скоординированы с генштабом СССР. Конкретно было предложено:
- Амнистия всем участникам украинских формирований Т. Бульбы-Боровца.
- Прекратить взаимные столкновения.
- Скоординировать военные действия со Ставкой в Москве.
- Политические вопросы решать в дальнейших переговорах.
- Предпринять общее вооружённое восстание против немцев в тылу. Для начала провести ряд акций против немецких высших чинов с целью их уничтожения, в частности организовать убийство Коха, что было бы сигналом к общему восстанию.

16 сентября 1942 года в селе Бельчанки-Глушков состоялась встреча комиссара А. А. Лукина с лидером УПА-ПС Т. Боровцом-«Бульбой». Стороны договорились о нейтралитете, но перейти к активным боевым действиям против немцев Т. Бульба отказался, сообщив, что ему необходимо «скоординировать свои действия с центром».
28 октября 1942 года состоялась вторая встреча А. А. Лукина с Т. Боровцом-Бульбой, на которой присутствовали прибывший из Чехословакии редактор газеты «Самостійник» и «политический референт» из Берлина. В результате переговоров был установлен пароль для взаимной идентификации советских партизан и отрядов УПА-ПС.
Достигнутое соглашение позволило партизанам активизировать деятельность.
Позже[когда?] Т.Бульба-Боровец направил А. А. Лукину письмо следующего содержания:

Как граждане Украинской Народной Республики украинские партизаны не нуждаются в какой-либо амнистии от правительства СССР. УПА представляет собой суверенные вооружённые силы УНР и такими остаются. Ни в какую чужую армию УПА не вольётся.

[…]

Украинские вооружённые силы готовы заключить с СССР мир и военный союз против Германии только тогда, когда СССР признает суверенность УНР. До момента окончания политических переговоров УПА согласна заключить перемирие с вооружёнными силами СССР и придерживаться нейтралитета. Общее восстание на всей Украине против немцев УПА поднимет тогда, когда будет открыт второй фронт на Западе…

Советские спецслужбы с самого начала деятельности Бульбы-Боровца наблюдали за деятельностью Полесской Сечи. 5 декабря 1942 г. Пантелеймон Пономаренко докладывал Сталину: «По сообщению Сабурова, в лесах Полесья в районах Пинск, Шумск, Мизоч имеются большие группы националистов под руководством лица, законспирированного кличкой „Тарас Бульба“. Мелкие группы партизан националистами разоружаются и избиваются. Против немцев националисты устраивают отдельные засады. В листовках националисты пишут: „Бий кацапа-москаля, гони його вiдсiля, вiн тобi не потрiбен“».
Подразделения ОУН(б), только формировавшие свои военные подразделения в то время, негативно отнеслись к позиции Бульбы-Боровца, развёртыванию советского партизанского движения и их последствиям.
В ночь с 19 на 20 февраля 1943 года начались боевые действия УПА-ПС против советских партизан — на переправе у села Хотин около 30 «сечевиков» устроили засаду и атаковали разведывательную группу из 23 партизан из отряда Д. Н. Медведева. Нападавшие были разгромлены, потеряв 10 человек убитыми. Также были захвачены пленные, один ручной пулемёт, несколько автоматов и винтовок. После боя «медведевцы» прочесали село, были задержаны ещё несколько «сечевиков», а среди трофеев оказались винтовочные обрезы, топоры, вилы и даже сделанные из дерева макеты винтовок, окрашенные в тёмный цвет (с целью увеличить численность нападавших атаман «бульбовцев» мобилизовал местных жителей, однако настоящего оружия мобилизованным не предоставил).
По другим данным, 19 февраля 1943 года группа командиров и начальник штаба УПА Леонид Щербатюк-Зубатый попали в руки советских партизан и были расстреляны, а затем брошены в колодец. Щербатюк выжил и рассказал о случившемся. После этого с 20 февраля 1943 г. «УПА официально вступила в открытую борьбу на два фронта — против двух социализмов: германского и советского». Однако усилия, прилагаемые в этой борьбе были не равнозначны. Эрих фон Манштейн в своей книге «Утерянные победы» о партизанском движении на Западной Украине писал так:
«Вообще существовали три вида партизанских отрядов: советские партизаны, боровшиеся с нами и терроризировавшие местное население; украинские, боровшиеся с советскими партизанами, но, как правило, отпускавшие на свободу попавших им в руки немцев, отобрав у них оружие, и, наконец, польские партизанские банды, которые боролись с немцами и украинцами».

## Результаты партизанского движения
В начальный период войны, зимой 1941—1942 гг. уязвимое место немецкой армии — снабжение войск — не было нарушено партизанами в значительной степени. Так, в 1941 и 1942 г., крушения поездов в результате диверсий составили 0,44 % и 3,3 % от общего количества грузоперевозок, и никакого значительного влияния на снабжения вермахта они не оказали. Основные причины:
- Плохая организация;
- Неправильная постановка задач;
- Негативное отношение высшего руководства страны к судьбе военнопленных;
- Недостаток мин, взрывчатки, оружия.

Более эффективное нарушение перевозок по железным дорогам в более поздний период заставило обеспечивать немецкую армию всем необходимым в основном с помощью автомобильного транспорта. Но и в этот период потери автомобильного парка из-за действий партизан составили (за всю войну) около 10 %, что не могло существенно помешать снабжению немецких войск.
Научный сотрудник Германского исторического института Сергей Кудряшов в 2011 году (со ссылкой на карту, подготовленную военной инспекцией Третьего рейха для Адольфа Гитлера) отметил значительный ущерб, который советские партизаны нанесли экономической деятельности немецкой оккупационной администрации:

 Нашумевшая книга Зубова, учебник по России, с правых позиций написанный — там написано, что партизаны не оказали никакого влияния — ни стратегического, никакого. Это неправда. Вот карта, специально немцами подготовленная для своего лидера — просто уничтожили целиком всё. Экономическая жизнь практически не существовала по линии Восточного фронта. Эффект был колоссальный, они фактически парализовали поставки. Немцы внимательно всё учитывали.
По некоторым данным считается, что за период войны нанесённый партизанами урон оценивается примерно в 1 миллион уничтоженных, раненных и пленных оккупантов и их пособников из числа местного населения, проведено около 20 000 крушений железнодорожных эшелонов, уничтожено и выведено из строя около 4000 танков и бронемашин, более 2000 артиллерийских орудий, 65 000 автомашин, разрушено до 12 000 мостов (из них 1600 железнодорожных). Но стратегическое значение имеет даже не нанесённый урон, а отвлечение с фронта большого количества войск Германии и её союзников (в среднем около 10 % от всех войск, действовавших на советско-германском фронте) и срыв большей части мероприятий германской оккупационной администрации по снабжению экономики Рейха за счёт оккупированных территорий Советского Союза.

## Список знаменитых советских партизан
- Андреев, Василий Андреевич (1906—1974)
- Бринский, Антон Петрович (1906—1981)
- Бумажков, Тихон Пименович (1910—1941)
- Васильев, Николай Григорьевич (1908—1943)
- Ваупшасов, Станислав Алексеевич (1899—1976)
- Вергасов, Илья Захарович (1914—1981)
- Вершигора, Пётр Петрович (1905—1963)
- Волошина, Вера Даниловна (1919—1941)
- Герман, Александр Викторович (1915—1943)
- Голиков, Леонид Александрович (1926—1943)
- Гордиенко, Яков Яковлевич (1925—1942)
- Горячев, Николай Иванович (1924—1943)
- Григорьев, Иван Антонович (1902—1942)
- Дедюля, Иван Прохорович (1917—2013)
- Дружинин, Владимир Николаевич (1907—1976)
- Емлютин, Дмитрий Васильевич (1907—1966)
- Заслонов, Константин Сергеевич (1909—1942)
- Кайсенов Касым (1918—2006)
- Карасёв, Виктор Александрович (1918—1991)
- Ковпак, Сидор Артемьевич (1887—1967)
- Корж, Василий Захарович (1899—1967)
- Коробков, Виктор Михайлович (1929—1944)
- Космодемьянская, Зоя Анатольевна (1923—1941)
- Кузнецов, Николай Иванович (1911—1944)
- Кузьмин, Матвей Кузьмич (1858—1942)
- Машеров, Пётр Миронович (1918—1980)
- Медведев, Дмитрий Николаевич (1898—1954)
- Мельникайте, Мария Иозовна (1923—1943)
- Мельник, Яков Иванович (1890—1982)
- Мехти Ганифа-оглы Гусейн-заде (1918—1944)
- Молодцов, Владимир Александрович (Павел Бадаев) (1911—1942)
- Назарова, Клавдия Ивановна (1920—1942)
- Наумов, Михаил Иванович (1908—1974)
- Неклюдов, Валентин Леонидович (1910—1979)
- Орловский, Кирилл Прокофьевич (1895—1968)
- Павловский, Фёдор Илларионович (1908—1989)
- Паромчик, Иван Павлович (Суворов) (1896—1960)
- Попудренко, Николай Никитич (1906—1943)
- Прокопюк, Николай Архипович (1902—1975)
- Руднев, Семён Васильевич (1899—1943)
- Сабуров, Александр Николаевич (1908—1974)
- Старинов, Илья Григорьевич (1900—2000)
- Судмалис, Имант Янович (1916—1944)
- Талаш, Василий Исаакович (1844—1946)
- Фёдоров, Алексей Фёдорович (1901—1989)
- Харченко, Михаил Семёнович (1918—1942)
- Шмырёв, Минай Филиппович (1881—1964)

## Изображения на почтовых марках
- Леонид Голиков, 
 Валентин Котик
- Тихон Бумажков
- Станислав Ваупшасов
- Пётр Вершигора
- Константин Заслонов
- Зоя Космодемьянская
- Николай Кузнецов
- Дмитрий Медведев
- Мария Мельникайте
- Кирилл Орловский
- Николай Попудренко
- Семён Руднев
- Имант Судмалис
- Минай Шмырёв
- Михаил Харченко

## Советские партизаны в искусстве

### Кинематограф
- «Восхождение» (СССР, Мосфильм, 1976) — фильм получил несколько призов на Международном кинофестивале в Западном Берлине в 1977 году, став первым (и одним из двух) советским фильмом, удостоенным высшей награды фестиваля — «Золотой медведь».
- «Иди и смотри» (СССР, Мосфильм/Беларусьфильм, 1985) — действие фильма разворачивается на территории Белоруссии в 1943 году. В центре сюжета — белорусский подросток, который становится свидетелем ужасов карательной акции оккупантов, в течение двух дней превращаясь из жизнерадостного ребёнка в изуродованного старика.
- «Константин Заслонов» (СССР, Беларусьфильм, 1949) — фильм повествует о деятельности на оккупированной территории БССР партизанского отряда под руководством Константина Заслонова.
- «Проверка на дорогах» (СССР, Ленфильм, 1971) — фильм по повести Юрия Германа «Операция „С Новым годом!“»
- «Время выбрало нас» (СССР, Беларусьфильм, 1979) — многосерийный телефильм, партизанская сага, зима 1942 года.
- «Дума о Ковпаке» (СССР, Довженко, 1973, 1975, 1976) — кинотрилогия, посвящённая Сидору Ковпаку и партизанскому соединению, которым он руководил во время Великой Отечественной войны.
- «Круглянский мост» (СССР, Беларусьфильм, 1989) — военная драма по одноимённой повести Василя Быкова (1968).
- «Дочь Стратиона» (СССР, Одесская, 1964) — военная драма по повести Василя Земляка «Гневный Стратион» (1960).
- «Партизаны в степях Украины» (СССР, Киевская, 1943) — фильм о героической борьбе украинских колхозников-партизан с оккупантами в годы Великой Отечественной войны по одноимённой пьесе Александра Корнейчука (1942).
- «Юные партизаны» (СССР, Ашхабадская/Сталинабадская, 1942) — боевой киносборник из двух киноновелл: «Левко» и «Учительница Карташова».
- «В лесах под Ковелем» (СССР, Довженко, 1984) — трёхсерийный телефильм на основе мемуаров генерал-майора Алексея Фёдорова о партизанском движении на Украине во время Великой Отечественной войны.
- «Красный цвет папоротника» (СССР/Польша, Беларусьфильм/Гостелерадио СССР/Zespoły Filmowe, 1988) — четырёхсерийный фильм по мотивам партизанского сражения на Порытом взгорье 14 июня 1944 года между частями вермахта под командованием генерала пехоты Зигфрида Хайнике и объединёнными отрядами советских и польских партизан в Яновских лесах.
- «Батька» (СССР, Беларусьфильм, 1971).
- «Человек войны» (Россия, Белоруссия, 2005) — 12-серийный сериал по мотивам романа-хроники Ю. Колесникова «Лабиринты тайной войны».

### Музыка
- Sabaton — песня Unbreakable, альбом «The Art of War» 30 мая 2008 года.
- Песняры — песня Беларускiм партызанам, альбом «Через всю войну» август 1985 года.
- Песняры — песня Пісьмо беларускіх партызан, альбом «Через всю войну» август 1985 года.
- Hail of Bullets — песня Red Wolves of Stalin, альбом «...Of Frost and War» 12 мая 2008 года.

### Мемуары
- Волков Ю. С. Война без прикрас и героических подвигов Ленинград, 1999.